# Крупино
Кру́пино (рос. Крупино, марій. Крупино) — присілок у складі Марі-Турецького району Марій Ел, Росія. Входить до складу Хлібниковського сільського поселення.

## Населення
Населення — 232 особи (2010; 264 у 2002).
Національний склад (станом на 2002 рік):
- росіяни — 41 %
- марійці — 37 %